# Bai Juyi
Bai Juyi lub Bo Juyi (ur. 772 w Xinzheng w prow. Henan, zm. 846 w Luoyangu) – chiński poeta z czasów dynastii Tang, autor prawie 3000 utworów.
W wieku 28 lat zdał egzaminy urzędnicze i rozpoczął pracę w cesarskiej bibliotece; w roku 807 został członkiem Akademii Hanlin. Na skutek intryg dworskich został w 814 roku złożony z zajmowanych urzędów i skazany na banicję do Jiujiangu. Powrócił do służby na dworze w 818 roku, obejmując stanowisko namiestnika Zhongzhou. W późniejszym okresie był także namiestnikiem Hangzhou (822–824) i Suzhou (825–827), a od 829 do przejścia na emeryturę w 842 roku prefektem Luoyangu.
Według Bai Juyi poezja powinna odnosić się do rzeczywistości, a nie opisywać fikcyjne wydarzenia i miejsca. Nade wszystko powinna pełnić cele dydaktyczne. W swoich utworach opisywał życie społeczne czasów w których żył, ukazując często niewygody codziennej egzystencji i ciężkie położenie najuboższych warstw.
Bai praktykował buddyzm chan, jego nauczycielem był Foguang Ruman.